# Гилгит (аэропорт)
Аэропорт «Гилгит» (урду گلگت ہوائی اڈا‎) (ИАТА: GIL, ИКАО: OPGT) — небольшой аэропорт в городе Гилгите в пакистанской территории Гилгит-Балтистан. Аэропорт расположен на расстоянии 2,3 км к востоку от Гилгита, города, который является одним из двух основных транспортных узлов для всех альпинистских экспедиций в северные районы Пакистана. На автомобиле из Исламабада в Гилгит ехать около 15 часов, тогда как на самолёте всего около часа.

## Характеристики
Аэропорт находится на краю склона горы и из-за короткой взлетно-посадочной полосы такие самолёты как Boeing-737 не могут совершить посадку и взлёт. В настоящее время в ПМАЛ использует французско-итальянские самолёты ATR 42 на маршруте Исламабад-Гилгит. Из военных самолётов аэропорт в Гилгите способен принять Lockheed C-130 Hercules.